# Diederick van den Bouwhuijsen
Diederick van den Bouwhuijsen (ur. 22 grudnia 1984) – holenderski wioślarz.

## Osiągnięcia
- Mistrzostwa Świata – Linz 2008 – ósemka wagi lekkiej – 3. miejsce[1].
- Mistrzostwa Świata – Poznań 2009 – ósemka wagi lekkiej – 3. miejsce[1].